# Interstate 90

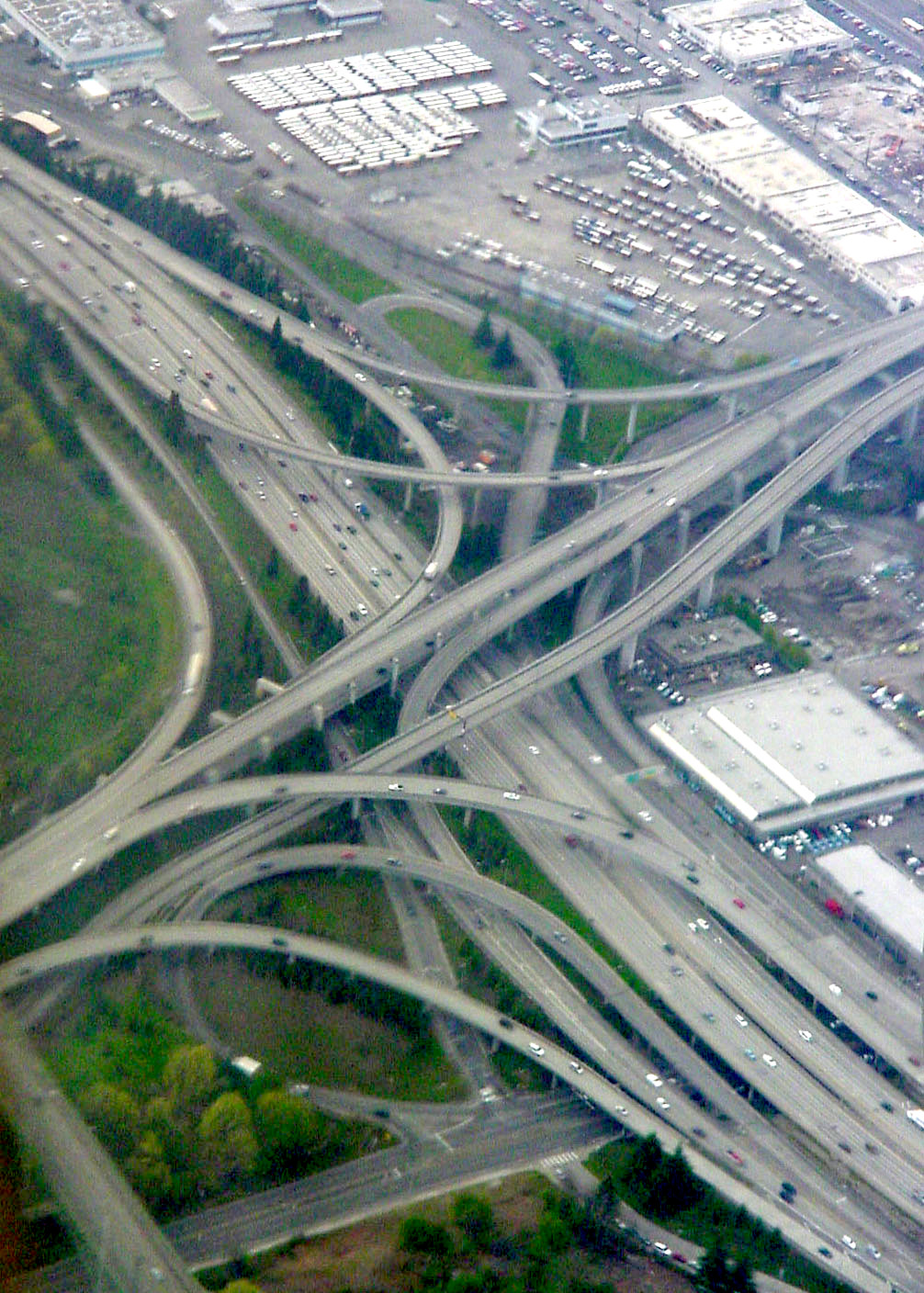
I-90 är bron, vägen på backen är I-5

Interstate 90 eller I-90 är en väg, Interstate Highway, i USA. Den är den längsta av de vägar som ingår i vägnätet Interstate Highway System med sina 4 987 kilometer. Den går i öst-västlig riktning mellan Seattle och Boston. Vägen är den nordligaste av kust till kust vägarna. och är till vissa delar avgiftsbelagd.

## Delstater som vägen går igenom
- Washington
- Idaho
- Montana
- Wyoming
- South Dakota
- Minnesota
- Wisconsin
- Illinois
- Indiana
- Ohio
- Pennsylvania
- New York
- Massachusetts